# Норран-Фонт
Норран-Фонт (фр. Norrent-Fontes) — коммуна во Франции, регион О-де-Франс, департамент Па-де-Кале, округ Бетюн, кантон Лиллер. Расположена в 16 км к северо-западу от Бетюна и в 3 км от автомагистрали А26 "Англия" Труа-Кале.
Население (2018) — 1 387 человек.

## История
В период между мировыми войнами на территории коммуны располагался один из крупнейших аэродромов в северной Франции. В 1940 году он был захвачен нацистами и использовался как главная база воздушной атаки Фау-1 на Лондон в 1944 году.

## Достопримечательности
- Церковь Святого Ведаста XVI века
- Военный мемориал

## Экономика
Уровень безработицы (2017) — 11,3 % (Франция в целом — 13,4 %, департамент Па-де-Кале — 17,2 %). 

Среднегодовой доход на 1 человека, евро (2017) — 20 300 (Франция в целом — 21 110, департамент Па-де-Кале — 18 610).

## Демография
Динамика численности населения, чел.

## Администрация
Пост мэра Норран-Фонта с 2014 года занимает Бертран Кок (Bertrand Cocq). На муниципальных выборах 2020 года возглавляемый им список был единственным.
| Период | Период | Фамилия        | Партия                  | Примечания |
| ------ | ------ | -------------- | ----------------------- | ---------- |
| 1969   | 1983   | Марсель Кок    |                         |            |
| 1983   | 2001   | Ален Лефевр    |                         |            |
| 2001   | 2002   | Лилиан Поэт    |                         |            |
| 2002   | 2008   | Андре Дельжери |                         |            |
| 2008   | 2014   | Марк Бульнуа   | Европа Экология Зелёные |            |
| 2014   |        | Бертран Кок    | Разные правые           |            |